# هاوهستک
هاوهستک (به لاتین: Hohstock) یک کوه در سوئیس است که در کانتون وله واقع شده‌است. هاوهستک ۳٬۲۲۶ متر بالاتر از سطح دریا واقع شده‌است.